# チロ・テラノヴァ

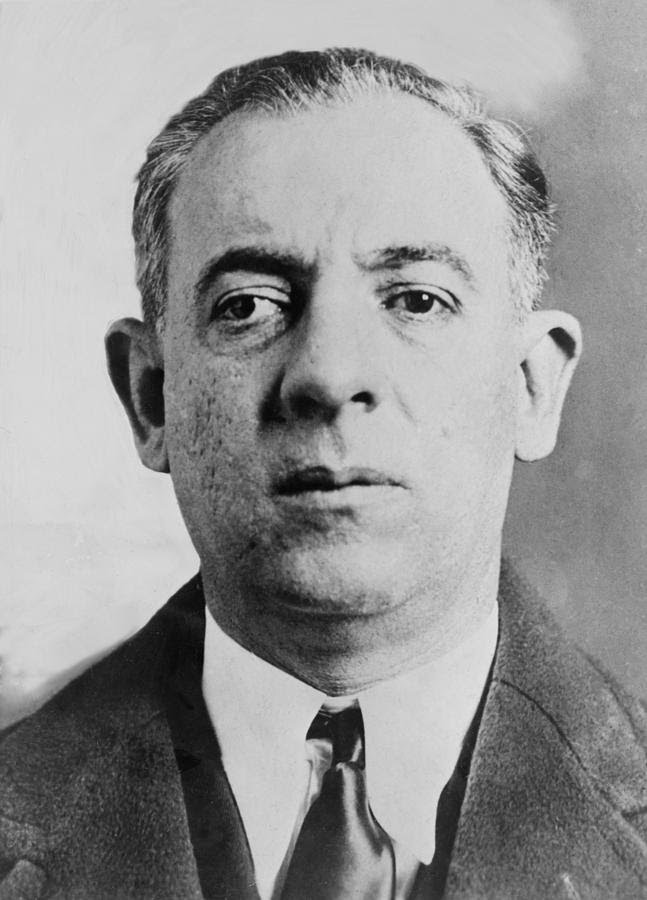
チロ・テラノヴァ（1930年、ニューヨーク市警察によるマグショット）

チロ・テラノヴァ（Ciro Terranova, 1889年7月20日 - 1938年2月20日）は、ニューヨークのマフィア、モレロ一家のリーダーの1人。アーティチョーク・キングと呼ばれた。

## 来歴

### 初期
シチリア島コルレオーネ生まれ。地元マフィアのベルナルド・テラノヴァの3人兄弟の次男（長男ヴィンセント、三男ニコラス）。ジュゼッペ・モレロは異父兄にあたる。1892年一家で渡米し、ニューヨークからルイジアナ、テキサスを転々としたが、1896年頃、ニューヨークに戻り、イースト・ハーレム地区に定住して学校に通いながら家族の左官業を手伝った。のちジュゼッペ・モレロのイタリアンレストランのウエイターなどをやったが、ほどなくモレロ組織（116丁目ギャング）に入った。1903年にはイニャツィオ・ルポが姉のサルヴァトリーチェ（1880年-1968年）と結婚して親族関係となる。1909年、テッシエ・カターニアと結婚。1910年、ジュゼッペ・モレロが紙幣偽造で監獄送りになると、ニコラスやヴィンセントと共にモレロ一家のリーダーの一人となり、モレロの左官業を受け継ぎ、ナポリ系のジョシュ・ガルッチの雇われ用心棒グループに加わった。

### アーティチョーク・キング
イタリア移民の食卓に不可欠なアーティチョーク（アザミ）の市場に目をつけ、貨物列車でニューヨークに運ばれるカリフォルニア産アーティチョークを買い占め、30％-40％のプレミアムを付けて業者に売りさばいた。従わない業者に制裁を加え、大儲けした。モレロの紙幣偽造と異なり合法で、長らく一家の収入源の1つになり、アーティチョーク・キングと呼ばれた。
モレロが暴力や殺人に訴えたのに対し、チロは役人や政治家に取り入り、賄賂漬けにして警察の追及を遮断することを本領とした。ライバルギャングを当局に内通して罠にはめた。ジュセッペ・モレロの収監後の一家は派閥争いに突入するが、ビジネス自体は堅調で、車を何台も所有し、イーストハーレムを支配した。1916年、ブルックリン区のナポリ系ギャング、ペリグリーノ・モラノらにニコラスを殺されると、兄ヴィンセントと共に一家を率いて全面戦争に突入し、何度も命を狙われた（マフィア－カモッラ戦争）。一時カモッラ勢に押されてハーレムの縄張りを奪われたが、1917年カモッラが一斉検挙で組織崩壊すると、奪い返した。1918年、ジョー・ディマルコ殺害共謀容疑で起訴されたが無罪となった。

### 禁酒法時代
1920年代初め、モレロが出所して勢いを取り返そうとしたとき、パレルモ系マフィアのサルヴァトーレ・ダキーラに阻まれたが、チロは一説にダキーラの死の宣告リストに載っていた12人の1人とされる。アルコール密輸の縄張り争いが絡んだコルレオーネ派閥とパレルモ派閥の対立は激化し、1922年5月、兄ヴィンセントが敵の凶弾に倒れた。同年8月、酒の密輸で勢いを得たジョー・マッセリアがモレロをアドバイザーに迎えて自らボスとなった。チロはその後塵を拝し、主従関係は逆転した。1923年から1924年に、チロ率いるギャング団が地元ハーレムのアイルランド系ギャングと抗争に発展したが、程なく和解した。禁酒法時代、チロも酒の密輸ビジネスで大儲けしたが、ハーレムの賭博利権やアーティチョークの利権も保持した。家族をウエストチェスター郡ペルハム・マナーの豪邸に住まわせ、武装したリムジンを乗り回した。
1929年6月、ブロードウェイギャングと呼ばれたフランク・マーロウが殺害され、チロが首謀者と報じられたが、いかなる訴追もなかった。それから半年後の1929年12月、市政の要人が多数参加したニューヨーク治安判事アルバート・ヴィターレの政治祝賀会が武装強盗団に襲われ金品を奪われたが、チロ以下複数のギャングが祝賀会の出席者だったことが明るみに出て、政治スキャンダル化した。警察関係者には名が知られていたが、ヴィターレ事件で世間の注目を浴び、以後、新聞にニューヨークを牛耳る暗黒街の大物と度々紹介された。
1930年、ダッチ・シュルツと提携し、ハーレムのナンバーズ賭博の一部（一説に25％）をシェアした。シュルツと共有したハーレムギャングの部下に、マイク・コッポラ、フランク・リヴォーシ、ジョゼフ・ラオ、ジョゼフ・ストラーチ、フランク・アマト、カターニア兄弟（ジョゼフ、カロゲロ）などがおり、ほとんどはナポリなど非シチリア系イタリア人だった。

### 後期キャリア
カステランマレーゼ戦争では、チロ配下のハーレムギャングがマッセリアの戦闘部隊の中核となり、多くの暗殺の実行に関わった。1931年2月、マッセリアの強力な戦闘員でチロの妻の親族だったジョゼフ・カターニアがマランツァーノ派に殺害された時、棺の上に手を置き復讐を誓ったという。1931年4月、マッセリアの殺害に協力したと一部では言われたが、マッセリアファミリーの跡取り問題では主導権を握ることができなかった。ハーレムのナンバーズ賭博の利権は保持したが、仲間の多くを殺され、権威は失墜した。同年、五大ファミリーが再編されると、マッセリアを継いだラッキー・ルチアーノの一家に属したが、アーティチョークの利権を部下に奪われた。1935年10月、シュルツが暗殺されたのを機にナンバーズ賭博の利権を奪ったが、ルチアーノはテラノヴァに引退勧告して配下のマイク・コッポラに縄張りを継がせたため、賭博の取り分も失った。従っていた部下もコッポラに鞍替えした。同年、未納税金500数ドルを払えず破産を宣言し、ペルハム・マナーの豪邸が差し押さえられた。破産管財人に豪邸を明け渡すと少年時代住んでいたハーレムのアパートに引越した。1936年、テラノヴァを長年敵視したニューヨーク市長ラガーディアの意向のもと警察の嫌がらせで何度も微罪で捕まった。1938年2月、2度の心臓発作で左半身が不随になり、担ぎ込まれた病院で死去した。4兄弟で唯一ベッドの上で死んだ。死んだとき手持ち資産が現金200ドルと株券2枚だったと報じられた。

## エピソード
- 1923年頃のイーストハーレムは、「帝王」チロの天下で、当時ギャングのアジトだったハーレムの116丁目のレストラン"ヴェネチア"にはイタリア系ギャングの他にレプケ・バカルター、ダイアモンド兄弟（レッグス・ダイアモンド）、リトル・オーゲンなどユダヤ系・アイルランド系の強面ギャングが出入りしていたが、チロに比べればまるで小物だったとジョゼフ・ヴァラキは回想している[10]。
- 1935年、娘のアンの豪奢な結婚式を催し、記者が裕福な暮らしを伝えた。1916年にニコラス、1922年にヴィンセント、それぞれの子供を養子に引き取ったため、自分の子と合わせて総勢10人の子を抱えた[1][9]。
- 生涯を通じて多くの殺人や強盗で告発されたが、1929年の銃の不法所持以外、有罪にならず、監獄も無縁だった[9]。
- チロのハーレム116丁目のアパートには、1910年代にかけてポール・ケリーが一時期住んでいた[11] 。